# صفر مطلق

يتم تعريف صفر كلفن (−273.15 درجة مئوية) على أنه الصفر المطلق.

الصفر المطلق هي درجة الحرارة التي ينعدم عندها ضغط الغاز المثالي. وتعني الحالة التي تكون درجة حرارة المادة فيها أقل ما يمكن أن تصل إليه إطلاقا. وتقضي بأن جميع ذرات أو جزيئات المادة تكون لها أقل طاقة في تلك الحالة.
يمثل الصفر المطلق الحد الأدنى لمقياس درجة الحرارة الديناميكي الحراري؛ وهي الحالة التي يصل فيها المحتوى الحراري والإنتروبيا للغاز المثالي المبرد إلى قيمهما الدنيا، ويشار إليها بصفر كلفن. تمتلك الجسيمات الأساسية في الطبيعة الحد الأدنى من الحركة الاهتزازية، وتحتفظ فقط بحركة الجسيمات الميكانيكية الكمومية المستحثة بالطاقة عند نقطة الصفر. تحدد درجة الحرارة النظرية من خلال استقراء قانون الغاز المثالي؛ بموجب الاتفاق الدولي، تم اعتبار الصفر المطلق −273.15 درجة في النظام الدولي للوحدات، والذي يساوي −459.67 درجة على مقياس فهرنهايت (وحدات القياس العرفية الأمريكية أو الوحدات الإمبراطورية).
تشير قوانين الديناميكا الحرارية إلى أنه لا يمكن الوصول إلى الصفر المطلق باستخدام الوسائل الديناميكية الحرارية فقط، لأن درجة حرارة المادة التي يتم تبريدها تقترب من درجة حرارة عامل التبريد بشكل مقارب. حتى في أي نظام عند الصفر المطلق (إذا أمكن تحقيقه بطريقة أو بأخرى) سيظل يمتلك طاقة نقطة الصفر الميكانيكية الكمومية، وهي طاقة حالته الأرضية عند الصفر المطلق؛ ولا يمكن إزالة الطاقة الحركية للحالة الأرضية.
يصل العلماء والتقنيون بشكل روتيني إلى درجات حرارة قريبة من الصفر المطلق، حيث تظهر المادة تأثيرات كمومية مثل تكاثف بوز-آينشتاين، والموصلية الفائقة، والميوعة الفائقة.

## الديناميكا الحرارية بالقرب من الصفر المطلق
عند درجات حرارة قريبة من 0 كلفن (273.15 درجة مئوية؛ −459.67 درجة فهرنهايت)، تتوقف جميع الحركة الجزيئية تقريبًا و ΔS = 0 لأي عملية ثابتة الحرارة، حيث S هي الانتروبيا. في مثل هذه الظروف، يمكن للمواد النقية (من الناحية المثالية) أن تشكل بلورات مثالية مثل T → 0. يوضح شكل ماكس بلانك القوي للقانون الثالث للديناميكا الحرارية أن الانتروبيا لبلورة كاملة تختفي عند الصفر المطلق الذي تختفي فيه بلورة كاملة. تجعل نظرية Nernst للحرارة الأصلية الادعاء الأضعف والأقل إثارة للجدل بأن تغير الإنتروبيا لأي عملية متساوية الحرارة يقترب من الصفر مثل T → 0:
{\ displaystyle \ lim _ {T \ to 0} \ Delta S = 0} \ lim _ {T \ to 0} \ Delta S = 0
المعنى الضمني هو أن إنتروبيا البلورة الكاملة تقترب من قيمة ثابتة.
تحدد فرضية نرنست تساوي الحرارة T = 0 على أنها متزامنة مع adiabat S = 0، على الرغم من أن متساوي الحرارة والأديابات الأخرى متميزة. نظرًا لعدم تقاطع اثنين من adiabats ، لا يمكن لأي adiabat آخر أن يتقاطع مع T = 0 isotherm. وبالتالي، لا يمكن أن تؤدي أي عملية ثابتة ثابتة عند درجة حرارة غير صفرية إلى درجة حرارة صفرية. (≈ Callen، pp. 189–190)
البلورة المثالية هي التي يمتد فيها الهيكل الشبكي الداخلي دون انقطاع في جميع الاتجاهات. يمكن تمثيل الترتيب المثالي من خلال التناظر الانتقالي على طول ثلاثة محاور (غير متعامدة عادة). كل عنصر شبكي من الهيكل في مكانه الصحيح، سواء كان ذرة واحدة أو مجموعة جزيئية. بالنسبة للمواد الموجودة في شكلين بلوريين مستقرين (أو أكثر)، مثل الماس والجرافيت للكربون، هناك نوع من الانحلال الكيميائي. يبقى السؤال ما إذا كان كلاهما يمكن أن يكون لهما صفر إنتروبيا عند T = 0 على الرغم من أن كل منهما مرتبة تمامًا.
لا تحدث البلورات المثالية في الممارسة؛ يمكن أن «تتجمد» العيوب، وحتى شوائب المواد غير المتبلورة بالكامل في درجات حرارة منخفضة، لذلك لا تحدث التحولات إلى حالات أكثر استقرارًا.
باستخدام نموذج ديباي، تتناسب الحرارة النوعية وانتروبيا البلورة النقية مع T 3، بينما المحتوى الحراري والإمكانات الكيميائية تتناسب مع T 4 (Guggenheim ، ص 111) تنخفض هذه الكميات نحو T = 0 القيم المحددة ونهج مع صفر منحدرات. بالنسبة إلى درجات الحرارة المحددة على الأقل، فإن القيمة المحددة نفسها هي صفر بالتأكيد، كما أثبتته التجارب إلى أقل من 10 كلفن، حتى نموذج أينشتاين الأقل تفصيلاً يظهر هذا الانخفاض الغريب في درجات حرارة معينة. في الواقع، تختفي جميع درجات الحرارة المحددة عند الصفر المطلق، وليس فقط درجات حرارة البلورات. وبالمثل بالنسبة لمعامل التمدد الحراري. تظهر علاقات ماكسويل أن الكميات الأخرى المختلفة تتلاشى أيضًا. كانت هذه الظواهر غير متوقعة.
نظرًا لأن العلاقة بين التغييرات في طاقة جيبس الحرة (G)، فإن المحتوى الحراري (H) والإنتروبيا هو
{\ displaystyle \ Delta G = \ Delta H-T \ Delta S \،} \ Delta G = \ Delta H-T \ Delta S \،
وبالتالي، مع انخفاض T ، تقترب G و H من بعضهما البعض (طالما أن ΔS مقيد). من الناحية التجريبية، وجد أن جميع العمليات التلقائية (بما في ذلك التفاعلات الكيميائية) تؤدي إلى انخفاض في G مع تقدمهم نحو التوازن. إذا كانت ΔS و / أو T صغيرة، فقد تشير الحالة ΔG <0 إلى أن ΔH <0، مما قد يشير إلى تفاعل طارد للحرارة. ومع ذلك، هذا غير مطلوب؛ يمكن أن تستمر التفاعلات الماصة للحرارة تلقائيًا إذا كان مصطلح TΔS كبيرًا بدرجة كافية.
علاوة على ذلك، تتقارب منحدرات مشتقات ΔG و H وتساوي الصفر عند T = 0. وهذا يضمن أن ΔG و H متماثلان تقريبًا على نطاق كبير من درجات الحرارة ويبرر المبدأ التجريبي التقريبي لتومسن وبيرثيلوت، والذي تنص على أن حالة التوازن التي يتقدم إليها النظام هي الحالة التي تطور أكبر قدر من الحرارة، أي أن العملية الفعلية هي الأكثر طاردة للحرارة. (كالين، ص ١٨٦ - ١٨٧)
أحد النماذج التي تقدر خصائص غاز الإلكترون عند الصفر المطلق في المعادن هو غاز فيرمي. يجب أن تكون الإلكترونات، كونها فيرميونات، في حالات كمية مختلفة، مما يؤدي بالإلكترونات إلى الحصول على سرعات نموذجية عالية جدًا، حتى عند الصفر المطلق. الطاقة القصوى التي يمكن أن تمتلكها الإلكترونات عند الصفر المطلق تسمى طاقة فيرمي. تُعرَّف درجة حرارة فيرمي بأنها هذه الطاقة القصوى مقسومة على ثابت بولتزمان، وهي في حدود 80000 كلفن لكثافة الإلكترون النموذجية الموجودة في المعادن. بالنسبة لدرجات الحرارة التي تقل بشكل ملحوظ عن درجة حرارة فيرمي، تتصرف الإلكترونات بنفس الطريقة تقريبًا التي تتصرف بها عند الصفر المطلق. يفسر هذا فشل نظرية التقسيم المتساوي الكلاسيكية للمعادن التي استعصت على علماء الفيزياء الكلاسيكيين في أواخر القرن التاسع عشر.

## العلاقة مع مكثف بوز-آينشتاين
مكثف بوز-آينشتاين (BEC) هو حالة مادة غاز مخفف من بوزونات ضعيفة التفاعل محصورة في جهد خارجي ويتم تبريده إلى درجات حرارة قريبة جدًا من الصفر المطلق. في ظل هذه الظروف، يحتل جزء كبير من البوزونات أدنى حالة كمومية للجهد الخارجي، وعند هذه النقطة تصبح التأثيرات الكمومية واضحة على المقياس العياني.
تم التنبؤ بحالة المادة هذه لأول مرة من قبل ساتيندرا ناث بوز وألبرت أينشتاين في 1924-1925. أرسل بوز أولاً ورقة إلى أينشتاين حول الإحصائيات الكمومية للكميات الضوئية (تسمى الآن الفوتونات). أعجب أينشتاين، فترجم الورقة من الإنجليزية إلى الألمانية وقدمها لبوز إلى Zeitschrift für Physik ، التي نشرتها. ثم وسع أينشتاين أفكار بوز إلى الجسيمات المادية (أو المادة) في ورقتين أخريين.
بعد سبعين عامًا، في عام 1995، أنتج إريك كورنيل وكارل وايمان أول مكثف غازي في مختبر جامعة كولورادو في بولدر NIST-JILA ، باستخدام غاز من ذرات الروبيديوم المبردة إلى 170 نانوكلفن (nK) [7] (1.7 × 10-7 ك). [8]
سجل باحثون في معهد ماساتشوستس للتكنولوجيا (MIT) درجة حرارة باردة قياسية تبلغ 450 ± 80 بيكوكلفين (pK) (4.5 × 10−10 K) في BEC من ذرات الصوديوم. الطول الموجي المرتبط بالجسم الأسود (ذروة الانبعاث) البالغ 6400 كيلومتر هو نصف قطر الأرض تقريبًا.

## مقاييس درجة الحرارة المطلقة
تُقاس درجة الحرارة المطلقة أو الديناميكية الحرارية تقليديًا بوحدة الكلفن (زيادات متدرجة مئوية) وفي مقياس رانكين (زيادات متدرجة فهرنهايت) مع ندرة متزايدة. يتم تحديد قياس درجة الحرارة المطلقة بشكل فريد من خلال ثابت الضرب الذي يحدد حجم الدرجة، وبالتالي فإن نسب درجتي حرارة مطلقتين، T2 / T1 ، هي نفسها في جميع المقاييس. يأتي التعريف الأكثر شفافية لهذه المواصفة القياسية من توزيع ماكسويل بولتزمان. يمكن العثور عليها أيضًا في إحصائيات Fermi-Dirac (للجسيمات ذات الدوران نصف الصحيح) وإحصاءات Bose-Einstein (لجسيمات الدوران الصحيح). كل هذه تحدد الأعداد النسبية للجسيمات في النظام على أنها تناقص الوظائف الأسية للطاقة (على مستوى الجسيمات) على kT ، حيث يمثل k ثابت بولتزمان ويمثل T درجة الحرارة الملاحظة على المستوى العياني.

## درجات حرارة سلبية
درجات الحرارة التي يتم التعبير عنها كأرقام سالبة على مقياس مألوف أو فهرنهايت هي ببساطة أبرد من نقاط الصفر في تلك المقاييس. يمكن أن تحقق أنظمة معينة درجات حرارة سلبية حقًا؛ أي أن درجة حرارتها الديناميكية الحرارية (معبراً عنها بالكلفن) يمكن أن تكون بكمية سالبة. النظام ذو درجة الحرارة السالبة حقًا ليس أبرد من الصفر المطلق. بدلاً من ذلك، يكون النظام ذو درجة الحرارة السالبة أكثر سخونة من أي نظام بدرجة حرارة موجبة، بمعنى أنه إذا حدث اتصال بين نظام درجة حرارة سالبة ونظام درجة حرارة موجبة، فإن الحرارة تتدفق من نظام درجة الحرارة السالبة إلى نظام درجة الحرارة الإيجابية. [10]
لا تستطيع معظم الأنظمة المألوفة تحقيق درجات حرارة سالبة لأن إضافة الطاقة تزيد دائمًا من إنتروبياها. ومع ذلك، تحتوي بعض الأنظمة على أقصى قدر من الطاقة التي يمكنها الاحتفاظ بها، ومع اقترابها من هذه الطاقة القصوى، تبدأ الأنتروبيا في الانخفاض. نظرًا لأن درجة الحرارة يتم تحديدها من خلال العلاقة بين الطاقة والإنتروبيا، فإن درجة حرارة هذا النظام تصبح سالبة، على الرغم من إضافة الطاقة. [10] نتيجة لذلك، يزيد عامل بولتزمان لحالات الأنظمة عند درجات الحرارة السلبية بدلاً من النقصان مع زيادة طاقة الحالة. لذلك، لا يمكن لأي نظام كامل، بما في ذلك الأنماط الكهرومغناطيسية، أن يكون له درجات حرارة سالبة، حيث لا توجد حالة طاقة أعلى، [بحاجة لمصدر] بحيث يتباعد مجموع احتمالات الحالات لدرجات حرارة سالبة. ومع ذلك، بالنسبة لأنظمة شبه التوازن (على سبيل المثال تدور خارج التوازن مع المجال الكهرومغناطيسي)، لا تنطبق هذه الحجة، ويمكن الوصول إلى درجات حرارة فعالة سالبة.
في 3 يناير 2013، أعلن الفيزيائيون أنهم لأول مرة قاموا بإنشاء غاز كمي مكون من ذرات البوتاسيوم مع درجة حرارة سالبة في درجات الحرية الحركية.

## التاريخ
كان روبرت بويل من أوائل من ناقشوا إمكانية وجود درجة حرارة دنيا مطلقة. تجاربه وملاحظاته الجديدة عام 1665 التي تلامس البرد، أوضحت النزاع المعروف باسم primum frigidum. كان المفهوم معروفًا جيدًا بين علماء الطبيعة في ذلك الوقت. زعم البعض أن درجة الحرارة الدنيا المطلقة حدثت داخل الأرض (كأحد العناصر التقليدية الأربعة)، والبعض الآخر في الماء، والبعض الآخر في الهواء، وبعضها مؤخرًا داخل النتر. ولكن يبدو أنهم جميعًا متفقون على أن «هناك جسم أو آخر له طابعه الخاص شديد البرودة وبمشاركته تحصل جميع الهيئات الأخرى على هذه الصفة.» [13]

### حد على «درجة البرد»
السؤال عما إذا كان هناك حد لدرجة البرودة الممكنة، وإذا كان الأمر كذلك، حيث يجب وضع الصفر، تمت معالجته لأول مرة من قبل الفيزيائي الفرنسي غيوم أمونتونس في عام 1702، فيما يتعلق بتحسيناته في مقياس حرارة الهواء. أشارت أداته إلى درجات الحرارة بالارتفاع الذي تحمل عنده كتلة معينة من الهواء عمودًا من الزئبق - يختلف حجم الهواء أو «زنبرك» مع درجة الحرارة. لذلك جادل أمونتون بأن صفر مقياس الحرارة الخاص به سيكون درجة الحرارة التي ينخفض عندها زنبرك [الهواء] إلى لا شيء. استخدم مقياسًا يشير إلى درجة غليان الماء عند +73 ونقطة انصهار الجليد عند + 51 1⁄2، بحيث يكون الصفر مكافئًا لحوالي -240 على مقياس سيليزي. [14] رأى Amontons أنه لا يمكن الوصول إلى الصفر المطلق، لذلك لم يحاول أبدًا حسابه صراحة. تم نشر قيمة −240 درجة مئوية، أو «431 قسمًا [في مقياس حرارة فهرنهايت] تحت برودة الماء المتجمد» [16] بواسطة جورج مارتين في عام 1740.
تم تحسين هذا التقريب القريب للقيمة الحديثة البالغة 3273.15 درجة مئوية [1] لصفر ترمومتر الهواء في عام 1779 بواسطة يوهان هاينريش لامبرت، الذي لاحظ أن 270 درجة مئوية (−454.00 درجة فهرنهايت؛ 3.15 كلفن) قد تعتبر باردة للغاية. [17]
ومع ذلك، لم تكن قيم هذا الترتيب للصفر المطلق مقبولة عالميًا حول هذه الفترة. وصل بيير سيمون لابلاس وأنطوان لافوازييه، في أطروحتهما عن الحرارة عام 1780، إلى قيم تتراوح من 1500 إلى 3000 تحت نقطة تجمد الماء، واعتقدوا أنه على أي حال يجب أن يكون أقل من 600 أدناه. قدم جون دالتون في كتابه «الفلسفة الكيميائية» عشر حسابات لهذه القيمة، واعتمد أخيرًا -3000 درجة مئوية على أنها الصفر الطبيعي لدرجة الحرارة.

### عمل كلفن
بعد أن حدد جيمس بريسكوت جول المكافئ الميكانيكي للحرارة، تناول اللورد كلفن السؤال من وجهة نظر مختلفة تمامًا، وفي عام 1848 ابتكر مقياسًا لدرجة الحرارة المطلقة مستقلًا عن خصائص أي مادة معينة واستند إلى نظرية كارنو. من القوة الدافعة للحرارة والبيانات التي نشرها هنري فيكتور ريجنولت. [18] يتبع من المبادئ التي تم بناء هذا المقياس على أساسها أن الصفر تم وضعه عند -273 درجة مئوية، في نفس النقطة تقريبًا مثل الصفر في مقياس حرارة الهواء. [14] لم يتم قبول هذه القيمة على الفور؛ القيم التي تتراوح من -271.1 درجة مئوية (−455.98 درجة فهرنهايت) إلى 274.5 درجة مئوية (−462.10 درجة فهرنهايت)، المشتقة من القياسات المختبرية وملاحظات الانكسار الفلكي، ظلت قيد الاستخدام في أوائل القرن العشرين.

### السباق إلى الصفر المطلق
مع الفهم النظري الأفضل للصفر المطلق، كان العلماء حريصين على الوصول إلى درجة الحرارة هذه في المختبر. بحلول عام 1845، تمكن مايكل فاراداي من تسييل معظم الغازات المعروفة في ذلك الوقت، ووصل إلى رقم قياسي جديد لأدنى درجات الحرارة من خلال الوصول إلى -130 درجة مئوية (-202 درجة فهرنهايت، 143 كلفن). يعتقد فاراداي أن بعض الغازات، مثل الأكسجين والنيتروجين والهيدروجين، كانت غازات دائمة ولا يمكن تسييلها. بعد عقود، في عام 1873، أظهر العالم النظري الهولندي يوهانس ديديريك فان دير فالز أن هذه الغازات يمكن أن تُسال، ولكن فقط في ظل ظروف الضغط العالي جدًا ودرجات الحرارة المنخفضة جدًا. في عام 1877، نجح لويس بول كايليت في فرنسا وراؤول بيكتيت في سويسرا في إنتاج أول قطرات من الهواء السائل -195 درجة مئوية (−319.0 درجة فهرنهايت، 78.1 كلفن). تبع ذلك في عام 1883 إنتاج الأكسجين السائل −218 درجة مئوية (−360.4 درجة فهرنهايت؛ 55.1 كلفن) من قبل الأستاذين البولنديين زيجمونت وروبليوسكي وكارول أولزيفسكي.
قام الكيميائي والفيزيائي الإسكتلندي جيمس ديوار والفيزيائي الهولندي هايك كامرلينج أونز بمواجهة التحدي لتسييل الغازات المتبقية، الهيدروجين والهيليوم. في عام 1898، بعد 20 عامًا من الجهد، كان ديوار أول من يعمل على إسالة الهيدروجين، ووصل إلى رقم قياسي جديد لدرجة الحرارة المنخفضة عند -252 درجة مئوية (−421.6 درجة فهرنهايت؛ 21.1 كلفن). ومع ذلك، كان منافسه Kamerlingh Onnes ، أول من قام بإسالة الهيليوم في عام 1908، باستخدام عدة مراحل من التبريد المسبق ودورة Hampson-Linde. خفض درجة الحرارة إلى درجة غليان الهيليوم 269 درجة مئوية (−452.20 درجة فهرنهايت؛ 4.15 كلفن). من خلال تقليل ضغط الهيليوم السائل، حقق درجة حرارة أقل، بالقرب من 1.5 كلفن، وكانت هذه أبرد درجات الحرارة على الأرض في ذلك الوقت، وحصل إنجازه على جائزة نوبل في عام 1913. [22] سيواصل Kamerlingh Onnes دراسة خصائص المواد عند درجات حرارة قريبة من الصفر المطلق، واصفًا الموصلية الفائقة والسوائل الفائقة لأول مرة.

## درجات حرارة منخفضة للغاية
يبلغ متوسط درجة حرارة الكون اليوم حوالي 2.73 كلفن (−270.42 درجة مئوية؛ 454.76 درجة فهرنهايت)، بناءً على قياسات إشعاع الخلفية الكونية الميكروويف. [23] [24]
لا يمكن تحقيق الصفر المطلق، على الرغم من أنه من الممكن الوصول إلى درجات حرارة قريبة منه من خلال استخدام المبردات المبردة والثلاجات المخففة وإزالة المغناطيسية الحرارية النووية. أدى استخدام التبريد بالليزر إلى إنتاج درجات حرارة أقل من جزء من مليار كلفن. [25] عند درجات حرارة منخفضة جدًا بالقرب من الصفر المطلق، تُظهر المادة العديد من الخصائص غير العادية، بما في ذلك الموصلية الفائقة، والميوعة الفائقة، وتكثيف بوز-أينشتاين. لدراسة مثل هذه الظواهر، عمل العلماء على الحصول على درجات حرارة أقل.
تم تسجيل الرقم القياسي العالمي الحالي في عام 1999 عند 100 بيكوكلفن (pK)، أو 0.0000000001 من كلفن، عن طريق تبريد السبينات النووية في قطعة من معدن الروديوم.
في نوفمبر 2000، تم الإبلاغ عن درجات حرارة تدور حول 100 pK لتجربة في مختبر درجة الحرارة المنخفضة بجامعة هلسنكي للتكنولوجيا في إسبو، فنلندا. ومع ذلك، كانت هذه هي درجة حرارة درجة معينة من الحرية - وهي خاصية كمومية تسمى الدوران النووي - وليست متوسط درجة الحرارة الديناميكية الحرارية الكلية لجميع درجات الحرية الممكنة. [27] [28]
في فبراير 2003، لوحظ أن سديم بوميرانج يطلق غازات بسرعة 500.000 كم / ساعة (310.000 ميل في الساعة) خلال الـ 1500 عام الماضية. أدى هذا إلى تبريده إلى ما يقرب من 1 كلفن، كما استنتج من الملاحظة الفلكية، وهي أدنى درجة حرارة طبيعية تم تسجيلها على الإطلاق.
في مايو 2005، اقترحت وكالة الفضاء الأوروبية بحثًا في الفضاء لتحقيق درجات حرارة فيمتوكلفين. [30]
في مايو 2006، قدم معهد البصريات الكمومية في جامعة هانوفر تفاصيل عن تقنيات وفوائد أبحاث الفيمتوكلفن في الفضاء.
في يناير 2013، أعلن الفيزيائي أولريش شنايدر من جامعة ميونيخ في ألمانيا أنه حقق درجات حرارة أقل من الصفر المطلق («درجة الحرارة السلبية») في الغازات. يُجبر الغاز بشكل مصطنع على الخروج من التوازن إلى حالة طاقة محتملة عالية، ومع ذلك فهي باردة. عندما يصدر إشعاعًا، فإنه يقترب من التوازن، ويمكن أن يستمر في الانبعاث على الرغم من الوصول إلى الصفر المطلق الرسمي ؛ وبالتالي، فإن درجة الحرارة بشكل رسمي سلبية. [32]
في سبتمبر 2014، قام العلماء في تعاون CUORE في Laboratori Nazionali del Gran Sasso في إيطاليا بتبريد وعاء نحاسي بحجم متر مكعب واحد إلى 0.006 كلفن (−273.144 درجة مئوية ؛ −459.659 درجة فهرنهايت) لمدة 15 يومًا ، مسجلاً رقماً قياسياً لأدنى درجة حرارة في الكون المعروف على هذا الحجم المتاخم الكبير. [33]
في يونيو 2015، قام الفيزيائيون التجريبيون في معهد ماساتشوستس للتكنولوجيا بتبريد الجزيئات في غاز من بوتاسيوم الصوديوم إلى درجة حرارة 500 نانوكلفن ، ومن المتوقع أن تظهر حالة غريبة من المادة عن طريق تبريد هذه الجزيئات أكثر قليلاً.
في عام 2017، تم تطوير مختبر الذرة الباردة (CAL)، وهو أداة تجريبية لإطلاقها إلى محطة الفضاء الدولية (ISS) في عام 2018. [35] ستخلق الأداة ظروفًا شديدة البرودة في بيئة الجاذبية الصغرى ل[[محطة الفضاء الدولية]] مما يؤدي إلى تكوين مكثفات بوز-آينشتاين التي تكون أكثر برودة من تلك التي يتم إنشاؤها في المختبرات على الأرض. في المختبر الفضائي ، يمكن تحقيق ما يصل إلى 20 ثانية من أوقات التفاعل وأدنى درجة حرارة تصل إلى 1 بيكوكلفن ({\ displaystyle 10 ^ {- 12}} 10 ^ {- 12} K)، وقد يؤدي ذلك إلى استكشاف ظواهر ميكانيكا الكم غير معروفة وتختبر بعضًا من أهم قوانين الفيزياء.